# Градостроительное проектирование
Градостроительное проектирование (городское проектирование) занимается пространственной конфигурацией, внешним обликом и функциональностью элементов городов или иных населенных пунктов.
Градостроительное проектирование является дисциплиной, находящейся на стыке и синтезирующей подходы городского (урбанистического) планирования, ландшафтного дизайна и архитектуры. Градостроительное проектирование требует понимания политических, социальных и экономических факторов.
Термин urban design (градостроительное проектирование) был предложен в 1956 году на международной конференции в Гарвардской высшей школе дизайна (проектирования) (Harvard Graduate School of Design, GSD).

## Изучение
Градостроительное проектирование изучает:
- Городскую структуру — каким образом местоположения (городские районы) города связаны друг с другом;
- Городскую типологию — пространственные типы и морфологии, влияющие на частоту и интенсивность использование градостроительных структур;
- Доступность — обеспечение простоты и безопасности перемещения через пространства города;
- Узнаваемость — обеспечение понимания предназначения местоположения, а также осознания того, в каком месте находится горожанин в данный момент времени;
- Оживление — проектирование местоположений таким образом, чтобы стимулировать интенсивность использования градостроительных форм горожанами;
- Взаимодополнительное (комплементарное) смешанное использование — такое размещение разнообразных видов активности горожан, чтобы осуществлялось взаимодействие между ними;
- Характер и значение — узнаваемость и оценка различий между местоположениями города;
- Закономерность и случайность — обеспечение баланса единообразия и разнообразия городской среды;
- Гражданское общество — создание местоположений где горожане могут осуществлять политическое взаимодействие как граждане государства, как политические субъекты.

Особое внимание уделяется разработке конфигурации мест общего пользования, в которых осуществляется повседневная деятельность горожан (улицы, площади, парки, общественная инфраструктура).
Разновидностями градостроительного проектирования являются:
- Многофункциональное проектирование
- Транзитно-ориентированное проектирование.

## История
Основы градостроительного проектирования были заложены в Древней Греции (Гипподамова система). Тогда были выделены такие существенные черты города как кварталы и центральная площадь (агора). Тогда же рождается представление об идеальном городе. Томас Мор полагает, что все города одинаковы и тяготеют к форме квадрата. Расстояние между городами должно быть не меньше 20 миль, а ширина улиц должна составлять 20 футов. Внутри дворов должны располагаться сады. Численность идеального города рассчитывалась таким образом: князь представляет четверть города и выбирается из 200 выборных должностных лиц, каждого из которых выбрали по 30 семейств. Таким образом, город состоит из 24 тысяч патриархальных семейств (или домохозяйств). Центр города отводился под общественное место.
В индустриальную эру рост урбанизма породил обратную идею города-сада, который имел в плане круг. Ширина улиц увеличивалась до 120 футов. Особое внимание уделялось при этом созданию или сохранению зеленых зон. В наши дни концепция города-сада возрождается как новый урбанизм. Альтернативу урбанистическому минимализму представляет концепция Экуменополиса.
Работы Джейн Джекобс (Jane Jacobs), Кевина Линча (Kevin Lynch), Гордона Куллена (Gordon Cullen) и Кристофера Александера (Christopher Alexander) стали основой для развития градостроительного проектирования как самостоятельного научного направления.
Гордон Куллен в работе «Выразительность городского ландшафта» (The Concise Townscape) разработал концепцию «последовательного вида», определяя городской ландшафт как последовательность связанных друг с другом пространств-мест.
Кевин Линч предлагает свести теорию градостроительного проектирования к пяти элементам — пути, районы, границы, узлы, ориентиры.
Питер Калторп (Peter Calthorpe) отстаивая идею рационализации городского пространства с обеспечением средней плотности заселения, предлагал осуществлять строительство новых поселений в соответствии с принципами транзитно-ориентированного проектирования.
Билл Хиллиер (Bill Hillier) и Джульен Хансон (Julienne Hanson) в работе «Социальная логика пространства» (The Social Logic of Space, 1984) предложили концепцию «пространственного синтаксиса», в которой раскрывается обусловленность здоровой социальной атмосферы, распространенности асоциальных моделей поведения, моделей экономически-успешного поведения образцами перемещения жителей города, логикой пространственной конфигурации элементов города и жилища, определяющих эти образцы перемещения.